# Análisis de riesgo informático
El análisis de riesgos informáticos es un proceso que comprende la identificación de activos informáticos, sus vulnerabilidades y amenazas a los que se encuentran expuestos así como su probabilidad de ocurrencia y el impacto de las mismas, a fin de determinar los controles adecuados para aceptar, disminuir, transferir o evitar la ocurrencia del riesgo.
Teniendo en cuenta que la explotación de un riesgo causaría daños o pérdidas financieras o administrativas a una empresa u organización, se tiene la necesidad de poder estimar la magnitud del impacto del riesgo a que se encuentra expuesta mediante la aplicación de controles. Dichos controles, para que sean efectivos, deben ser implementados en conjunto formando una arquitectura de seguridad con la finalidad de preservar las propiedades de confidencialidad, integridad y disponibilidad de los recursos objetos de riesgo.

## Introducción
Los riesgos de seguridad de información deben ser considerados en el contexto del negocio, y las interrelaciones con otras funciones de negocios, tales como recursos humanos, desarrollo, producción, operaciones, administración, TI, finanzas, etcétera y los clientes deben ser identificados para lograr una imagen global y completa de estos riesgos.
Cada organización tiene una misión. En esta era digital, las organizaciones que utilizan sistemas tecnológicos para automatizar sus procesos o información deben de ser conscientes de que la administración del riesgo informático juega un rol crítico.
La meta principal de la administración del riesgo informático debería ser “proteger a la organización y su habilidad de manejar su misión” no solamente la protección de los elementos informáticos. Además, el proceso no solo debe de ser tratado como una función técnica generada por los expertos en tecnología que operan y administran los sistemas, sino como una función esencial de administración por parte de toda la organización.
Es importante recordar que el riesgo es el impacto negativo en el ejercicio de la vulnerabilidad, considerando la probabilidad y la importancia de ocurrencia. Por lo que podemos decir a grandes rasgos que la administración de riesgos es el proceso de identificación, evaluación y toma de decisiones para reducir el riesgo a un nivel aceptable.
El análisis de riesgo informático es un elemento que forma parte del programa de gestión de continuidad de negocio (Business Continuity Management)
En el análisis de riesgo informático es necesario identificar si existen controles que ayudan a minimizar la probabilidad de ocurrencia de la vulnerabilidad  (riesgo controlado), de no existir, la vulnerabilidad será de riesgo no controlado. 
Dentro de la evaluación del riesgo es necesario realizar las siguientes acciones:
Calcular el impacto en caso de que la amenaza se presente, tanto a nivel de riesgo no controlado como el riesgo controlado y evaluar el riesgo de tal forma que se pueda priorizar, esto se realiza de forma cuantitativa (asignando pesos) o de forma cualitativa (matriz de riesgos)

## Proceso de análisis de riesgos informáticos
El proceso de análisis de riesgo genera habitualmente un documento al cual se le conoce como matriz de riesgo. En este documento se muestran los elementos identificados, la manera en que se relacionan y los cálculos realizados. Este análisis de riesgo es indispensable para lograr una correcta administración del riesgo. La administración del riesgo hace referencia a la gestión de los recursos de la organización. 
Existen diferentes tipos de riesgos como el riesgo residual y riesgo total así como también el tratamiento del riesgo, evaluación del riesgo y gestión del riesgo entre otras. La fórmula para determinar el riesgo total es:
A partir de esta fórmula determinaremos su tratamiento y después de aplicar los controles podremos obtener el riesgo residual.
Como se describe en el BS ISO/IEC 27001:2005, la evaluación del riesgo incluye las siguientes actividades y acciones:
- Identificación de los activos.
- Identificación de los requisitos legales y de negocio que son relevantes para la identificación de los activos.
- Valoración de los activos identificados, teniendo en cuenta los requisitos legales y de negocio identificados anteriormente, y el impacto de una pérdida de confidencialidad, integridad y disponibilidad.
- Identificación de las amenazas y vulnerabilidades importantes para los activos identificados.
- Evaluación del riesgo, de las amenazas y las vulnerabilidades a ocurrir.
- Cálculo del riesgo.
- Evaluación de los riesgos frente a una escala de riesgo preestablecidos.

Después de efectuar el análisis debemos determinar las acciones a tomar respecto a los riesgos residuales que se identificaron. Las acciones pueden ser:
- Controlar el riesgo.- Fortalecer los controles existentes y/o agregar nuevos controles.
- Eliminar el riesgo.- Eliminar el activo relacionado y con ello se elimina el riesgo.
- Compartir el riesgo.- Mediante acuerdos contractuales parte del riesgo se traspasa a un tercero.
- Aceptar el riesgo.- Se determina que el nivel de exposición es adecuado y por lo tanto se acepta.

## Consideraciones
No se olvide que en las empresas la seguridad comienza por dentro. Capacitando al personal, creando normas basadas en estándares, analizando brechas y puntos ciegos en la seguridad lógica y en la seguridad de sistemas de información.
Es fundamental la creación de escenarios de conflicto en forma continua participando la gerencia de la empresa junto con un auditor en seguridad, a partir de estos escenarios pueden lograrse medidas para evitar eventos de seguridad.

## Elementos relacionados
- Activo. Es un objeto o recurso de valor empleado en una empresa u organización

- Amenaza. Es un evento que puede causar un incidente de seguridad en una empresa u organización produciendo pérdidas o daños potenciales en sus activos.

- Vulnerabilidad. Es una debilidad que puede ser explotada con la materialización de una o varias amenazas a un activo.

- Riesgo. Es un incidente o situación, que ocurre en un sitio concreto en un intervalo de tiempo determinado, con consecuencia negativas o positivas que pueden afectar el cumplimiento de los objetivos

- Análisis. Examinar o descomponer un todo detallando cada uno de los elementos que lo forman a fin de terminar la relación entre sus principios y elementos.

- Control. Es un mecanismo de seguridad de prevención y corrección empleado para disminuir las vulnerabilidades

Este proceso administración de riesgo es un proceso continuo dado que es necesario evaluar periódicamente si los riesgos encontrados y si estos tienen una afectación, hay que hacer cálculo en las diferentes etapas del riesgo. La mecánica que se ve inversa el mayor número de las organizaciones hoy en día es en el esfuerzo del día a día. Es por eso realizar análisis de riesgo del proyecto referido al proyecto y el impacto futuro en la estructura de riesgo de la organización.
AA

## Herramientas de apoyo
Existen varias herramientas en el mercado con las que se puede uno apoyar a la hora de evaluar los riesgos, principalmente en el proceso de evaluación de los mismos. Una vez terminado este proceso se debe documentar toda la información recabada para su análisis posterior. La herramienta que debemos seleccionar debe contener al menos un módulo de recolección de datos, de análisis de los mismos y otro de reportes.
La importancia de un buen análisis y una buena presentación de los datos analizados nos llevarán a una efectiva interpretación de la situación actual de los riesgos y por ende, la selección de los controles que debemos implementar será la más acertada en el proceso de selección, ahorrando costos en productos y costos de operación además del ahorro de tiempo.

## Regulaciones y normas que tratan el riesgo
Comunicación “A” 4609 del BCRA para entidades Financieras
• Requisitos mínimos de gestión, implementación y control de los riesgos relacionados con tecnología informática y sistemas de información.
ISO/IEC 27001
• Especifica los requisitos necesarios para establecer, implantar, mantener y mejorar un Sistema de Gestión de la Seguridad de la Información (SGSI)
ISO/IEC 27005
• Esta Norma proporciona directrices para la Gestión del riesgo de Seguridad de la Información en una Organización.
Sin embargo, esta Norma no proporciona ninguna metodología específica para el análisis y la gestión del riesgo de la seguridad de la información.
Basilea II
• Estándar internacional que sirva de referencia a los reguladores bancarios, con objeto de establecer los requerimientos de capital necesarios, para asegurar la protección de las entidades frente a los riesgos financieros y operativos.
Ley Sarbanes Oxley (SOX)
• Impulsada por el gobierno norteamericano como respuesta a los mega fraudes corporativos que impulsaron Enron, Tyco International, WorldCom y Peregrine Systems. Es un conjunto de medidas tendientes a asegurar la efectividad de los controles internos sobre reportes financieros.
PCI DSS
• Impulsada por las principales marcas de tarjetas de pago, este estándar busca garantizar la seguridad de los datos de titulares de tarjetas de pago en su procesado, almacenamiento y transmisión.

## Metodologías de análisis de riesgos
- ITIL: Information Technology Infraestructure Library “proporciona un planteamiento sistemático para la provisión de servicios de TI con calidad”. (Jan van Bon, 2008)
- COBIT 5: Significa (Objetivos de control para la información y tecnologías relacionadas) es una metodología publicada en 1996 por el Instituto de Control de TI y la ISACA (Asociación de Auditoría y Control de Sistemas de Información).
- ISO 31000: Esta normativa establece principio y guías para diseñar, implementar mantener la gestión de los riesgos en forma sistemática y de transparencia de toda forma de riesgo, por ejemplo: financiera, operativa, de mercadeo, de imagen, y de seguridad de información.
- Citicus One: software comercial de Citicus, implementa el método FIRM del Foro de Seguridad de la Información;
- CRAMM: “CCTA Risk Assessment and Management Methodology” fue originalmente desarrollado para uso del gobierno de UK pero ahora es propiedad de Siemens;
- ISO TR 13335: fue el precursor de la ISO/IEC 27005;
- MAGERIT “Metodología de Análisis y Gestión de Riesgos de los Sistemas de Información” está disponible en castellano, inglés e italiano.[1]
- CORAS: Consultative Objetive Risk Analysis System.
- OCTAVE: “Operationally Critical Threat, Asset, and Vulnerability Evaluation” Metodología de Análisis y Gestión de Riesgos desarrollada por el CERT;
- NIST SP 800-39 “Gestión de Riesgos de los Sistemas de Información, una perspectiva organizacional”;
- NIST SP 800-30: Guía de Gestión de Riesgos de los Sistemas de Tecnología de la Información, es gratuito;
- Mehari: Método de Gestión y Análisis de Riesgos desarrollado por CLUSIF (Club de la Sécurité de l'Information Français);
- AS/NZS: Norma de Gestión de Riesgos publicada conjuntamente por Australia y Nueva Zelanda y ampliamente utilizada en todo el mundo.

### Información de las metodologías
CORAS
Proyecto desarrollado desde 2001 por Sintef, grupo de investigadores noruego, cuyo objetivo es proporcionar un marco de trabajo encaminado a sistemas en los que la seguridad es crítica.
Se trata de un método para analizar riesgos de seguridad, estructura el análisis de amenazas y riesgos mediante un lenguaje especializado, ofreciendo directrices detalladas sobre cómo utilizar este lenguaje para capturar y modelar la información relevante en cada etapa del proceso.
CORAS proporciona una herramienta diseñada para soportar la documentación, mantenimiento y reporte de resultados de forma coherente. Esta metodología brinda consejos detallados con respecto a qué modelos deben construirse y cómo deben expresarse, así mismo ayuda a la reducción de riesgos y medidas para evitarlos.
Ventajas de CORAS
- Sigue un proceso estructurado y definido para garantizar la consistencia en los análisis; además, usa herramientas para el estudio de riesgos.
- Posee una herramienta gráfica de edición para el diseño y elaboración de modelos. Cuenta con un lenguaje basado en UML.
- Utiliza diagramas para representar los riesgos.
- Proporciona un reporte donde se indican las vulnerabilidades encontradas en el proceso de evaluación.

Desventajas de CORAS
- Para sistemas grandes, se tendrá un esfuerzo considerable por la cantidad de datos.
- No mide el grado de seguridad.
- No contempla los procesos y dependencias en la gestión de riesgos.
- No optimiza los costos de las tecnologías de la información.
- No cuenta con un plan de contingencia.

### Recursos disponibles sobre las distintas metodologías

#### Magerit
- En la edición en inglés, mientras que el Libro primero (Método) ha evolucionado a versión 3, los libros segundo y tercero se descargan en la versión 2 (versión para descarga)
- En la edición en italiano, sólo disponemos del libro I (Método), eso sí, en la última versión (Magerit v3)

## Herramientas comerciales
- GxSGSI: Herramienta de Análisis y Gestión de Riesgo basada en Magerit y homologada por la Agencia Europea de Seguridad de la Información (ENISA).[4]
- R-Box: Solución para la Gestión de la Seguridad de la Información y cumplimiento de estándares. Módulo de Análisis y Gestión de Riesgo.[5]
- Focal Point: plataforma para la gestión de riesgo tecnológico y operacional. Soporta directrices regulatorias como MAAGTICSI, ISO 27001:2013, entre otras. https://web.archive.org/web/20161009155348/http://aluxit.com/soluciones.html
- SECITOR: Herramienta de Análisis y Gestión de Riesgos de alto nivel que permite la gestión integral de la Seguridad de la Información siendo un sistema multimarco (ISO 27001, Protección de datos, ENS, ISO 19001, etc), además de una monitorización en tiempo real de la seguridad de la organización. http://www.secitor.com/ Archivado el 20 de abril de 2017 en Wayback Machine.